# Ram Ramirez
Roger 'Ram' Ramirez, geboren als Roger Amares (San Juan (Puerto Rico), 15 september 1913 - 13 januari 1994) was een Amerikaanse jazzpianist en componist in de swing. Met Jimmy Davis componeerde hij de jazzstandard Lover Man.

## Biografie
Ramirez kwam in 1920 in Amerika terecht. In het begin van zijn loopbaan speelde hij (in 1933) bij de Louisiana Stompers, de Spirits of Rhythm en Monette Moore. In 1934 werkte hij bij Rex Stewart en in 1936 bij Willie Bryant. In 1937/38 toerde hij met Bobby Martin in Europa. Daarna werkte hij in het orkest van Ella Fitzgerald en bij Ike Quebec (waar hij meewerkte aan de composities She’s Funny That Way, Tiny’s Exercises, Blue Harlem, Mad About You en Facin' The Face). Later speelde hij bij John Kirby en verschillende kleinere groepen in New York en begeleidde hij Helen Humes. In 1946 nam hij in een trio-bezetting (met Jimmy Shirley en Al Hall) Ellington's composities Prelude to a Kiss, Sophisticated Lady en Dancers In Love op. Vanaf 1953 richtte hij zich op het orgel. In de jaren 60 toerde hij met T-Bone Walker (ook in Europa) en in de jaren 70 met de Harlem Blues and Jazz Band. Verder trad hij op in clubs als West End Cafe. In 1981 trad hij op tijdens het Kool Jazz Festivals in Carnegie Hall.
Zijn met Jimmy Davis en Jimmy Sherman geschreven compositie Lover Man (1944) werd door onder meer Billie Holiday verheven tot een jazzstandard.

## Discografie (selectie)
- Ram Ramirez: Live in Harlem (Black & Blue, 1960) met Ronnie Coles
- Putney Dandridge: 1935–1936 (Classics)
- The Duke’s Men – Small Groups, Vol. 1 (Columbia, 1934–38)
- Ella Fitzgerald: 1939–1940 (Classics)
- Helen Humes: 1945–1946 (Classics)
- John Kirby: 1945–1946 (Classics)
- Ike Quebec: 1944–1946 (Classics), The Blue Note Swingtets (Blue Note, 1944)
- Rex Stewart: 1934–1946 (Classics)
- Annie Ross & King Pleasure: Sings (OJC, 1952, 1953)

## Verzameling
- The Complete Master Jazz Piano Series mit Earl Hines, Claude Hopkins, Cliff Jackson, Keith Dunham, Sonny White, Jay McShann, Teddy Wilson, Cliff Smalls, Sir Charles Thompson, Gloria Hearn & Ram Ramirez (1969–1974). Mosaic, 1990  6 lp's of 4 cd's